# The Monochrome Set
The Monochrome Set é uma banda inglesa de pós-punk formada em 1978. 
O grupo é liderado pelo cantor de origem indiana Bid (Pseudônimo de Ganesh Seshadri) , apoiado pelo guitarrista Lester Square e o baixista Andy Warren.  
A banda é notável por suas letras espirituosas, a entrega de seu lacônico vocalista, e o estilo de tocar de forma idiossincrática e retrô de seu guitarrista original Lester Square. Características que lhe renderam um estilo impar dentro do new wave/pós-punk da época. 
Influênciou bandas como The Smiths, Pulp e The Divine Comedy

## História
Bid , Lester e Andy reuniram - se em uma escola de arte e após tocar em uma banda chamada The B-Sides (que mais tarde se tornou Adam And The Ants) eles decidiram fundar o The Monochrome Set (que significa "TV em preto e branco"). 
O grupo lançou quatro singles com o rotulo da Rough Trade antes de gravar seu primeiro album chamado Strange Boutique pelo selo DinDisc (uma subsidiaria da Virgin Records) , em 1980. no ano seguinte gravam Love Zombies ainda pela DinDisc.
Lester deixou a banda depois da gravação de Eligible Bachelors de 1982 . ele foi substuido por James Foster em The Lost Weekend, quarto e último disco que foi lançado pela WEA Records. o single "Jacob´s Ladders" levou o grupo a desfrutar de algum sucesso , mas a banda se separou logo depois.
Em 2008, O grupo se reuniu para um concerto único em Dingwalls , perto de Londres , por ocasião do trigésimo aniversário da gravadora Cherry Red Records e que coincidiu com o aniversário da propria banda que também completou 30 anos. Bid , Lester e Andy foram desta dez acompanhados por Jennifer DeNitto na bateria e Sian Dada (do Scarlet´s Well) nos teclados.
Três anos mais tarde , o grupo partiu para uma turnê européia e lançaram um disco de inéditas , Platinum Coils de 2012

## Discografia
- Strange Boutique (1980, Dindisc)
- Love Zombies (1980, Dindisc)
- Eligible Bachelors (1982, Cherry Red)
- The Lost Weekend (1985, Blanco Y Negro)
- Dante's Casino (1990, Vinyl Japan)
- Jack (1991, Honeymoon)
- Charade (1993, Cherry Red)
- Misère (1994, Cherry Red)
- Trinity Road (1995, Cherry Red)
- Platinum Coils (2012, Disquo Bleu)
- Super Plastic City (2013, Disquo Bleu)